# Lommekniv
En lommekniv er en kniv, der kan foldes, og som indeholder et eller flere knivsblade, som foldes ned i håndtaget, så den kan putte i lommen. Det kalde også en foldekniv, og på engelsk benyttes ordet jackknife eller jack-knife også. En typisk klingelængde er 5 til 15 cm. Lommeknive er alsidige værktøjer, og kan kan bruges til alt fra at åbne konvolutter, skære sejlgarn, udføre tracheostomi i nødsituationer, skære et stykke frugt eller til selvforsvar.
Lommekniven findes i en lang række udformninger og størrelser. Nogle knive har ikke blot en knivsblad, men også en lang række andre funktioner. På visse knive kan man låse bladet, så det ikke kan foldes ned igen.
En af de mest berømte lommeknive er schweizerkniven, der er et multifunktionsværktøj, som oprindeligt blev fremstillet til den schweiziske hær.

## Historie
Den tidligst kendte lommekniv dateres til den tidlige jernalder. En lommekniv med et benskæft blev fundet Hallstatt i Østrig, som er dateret til 600-500 fvt. Iberiske foldeknive, som er blevet fremstillet af lokale håndværkere, er blevet fundet i Spanien og stammer fra den førromerske periode.